# Hutspot
O hutspot é um prato nacional holandês. A carne é cozida e cortada aos cubos e misturada com puré de legumes (cenoura, feijão-branco, batata e cebola). Este prato costuma ser servido com jenever (genebra) ou cerveja.